# Tiosolfato
Lo ione tiosolfato è un anione di formula S2O2−3. I sali contenenti questo ione sono detti tiosolfati. L'atomo di zolfo esterno ha numero di ossidazione –1 (−I) mentre per l'atomo centrale di zolfo +5 (+V).
Come reattivo è utilizzato nella iodometria.

## Sintesi e Reattività
I tiosolfati si possono ottenere facendo bollire zolfo con idrossidi di metalli alcalini o alcalino-terrosi, oppure facendo bollire una soluzione di solfito e zolfo.
Lo ione tiosolfato si decompone a pH < 5 dando luogo a zolfo e anidride solforosa, secondo la seguente equazione:
S2O2−3(aq) + 2H+(aq) → SO2(g) + S(S) + H2O
I tiosolfati reagiscono con gli elementi alogeni in modo diverso, diversità che può essere attribuita alla diminuzione del potere ossidante nel gruppo degli alogeni:
2S2O2−3(aq) + I2(aq) → S4O2−6(aq) + 2I−(aq)
S2O2−3(aq) + 4Br2(aq) + 5H2O(l) → 2SO2−4(aq) + 8Br−(aq) + 10H+(aq)
S2O2−3(aq) + 4Cl2(aq) + 5H2O(l) → 2SO2−4(aq) + 8Cl−(aq) + 10H+(aq)
Lo ione tiosolfato può inoltre essere facilmente ossidato a ione tetrationato: (S4O2−6), mentre può essere ossidato fino a solfato con ossidanti più forti.
Lo ione tiosolfato forma sali insolubili con argento, bario, calcio, stronzio e piombo. Una soluzione di tiosolfato può sciogliere i sali insolubili degli alogenuri d'argento grazie alla formazione del complesso [Ag(S2O3)2]3−, il quale era anche usato nello sviluppo di lastre fotografiche.

## Analisi chimica
Per la ricerca dei tiosolfati si neutralizza l'eventuale alcalinità della soluzione contenente tiosolfati con acido nitrico, per evitare che precipiti il carbonato di argento che ha una Kps molto simile a quella del tiosolfato. Si aggiunge quindi del tiocianato di argento o del nitrato di argento. Si formerà un precipitato bianco di tiosolfato di argento, che si imbrunirà per la formazione di solfuro di argento. Spesso non si misura gravimetricamente il precipitato proprio per la sua instabilità, ma si ricorre alla titolazione del tiocianato dissolto.